# Arthur Zanetti
Pour les articles homonymes, voir Zanetti.
Arthur Nabarrete Zanetti (né le 16 avril 1990 à São Caetano do Sul) est un gymnaste brésilien. Spécialiste des anneaux, il est champion olympique en 2012 à Londres et champion du monde 2013, ainsi que vice-champion olympique en 2016 et vice-champion du monde en 2011, 2014 et 2018.

## Biographie
Il devient le premier gymnaste d’Amérique du Sud à obtenir une médaille olympique en gymnastique artistique masculine.

## Palmarès

### Jeux olympiques
- Londres 2012
  -  médaille d'or aux anneaux
- Rio 2016
  -  médaille d'argent aux anneaux

### Championnats du monde
- Doha 2018
  -  médaille d'argent aux anneaux
- Nanning 2014
  -  médaille d'argent aux anneaux
- Anvers 2013
  -  médaille d'or aux anneaux
- Tokyo 2011
  -  médaille d'argent aux anneaux

### Jeux panaméricains
- Toronto 2015
  -  médaille d'or aux anneaux
  -  médaille d'argent par équipes
- Guadalajara 2011
  -  médaille d'or par équipes
  -  médaille d'argent aux anneaux